# Imaginary Landscape n.º 1
Imaginary Landscape n.º 1 es una composición para discos de vinilo de frecuencia constante y variable, un platillo chino y piano tocado con las cuerdas, creada por el compositor estadounidense John Cage, siendo la primera de sus Imaginary Landscapes. Fue compuesta en 1939.

## Composición

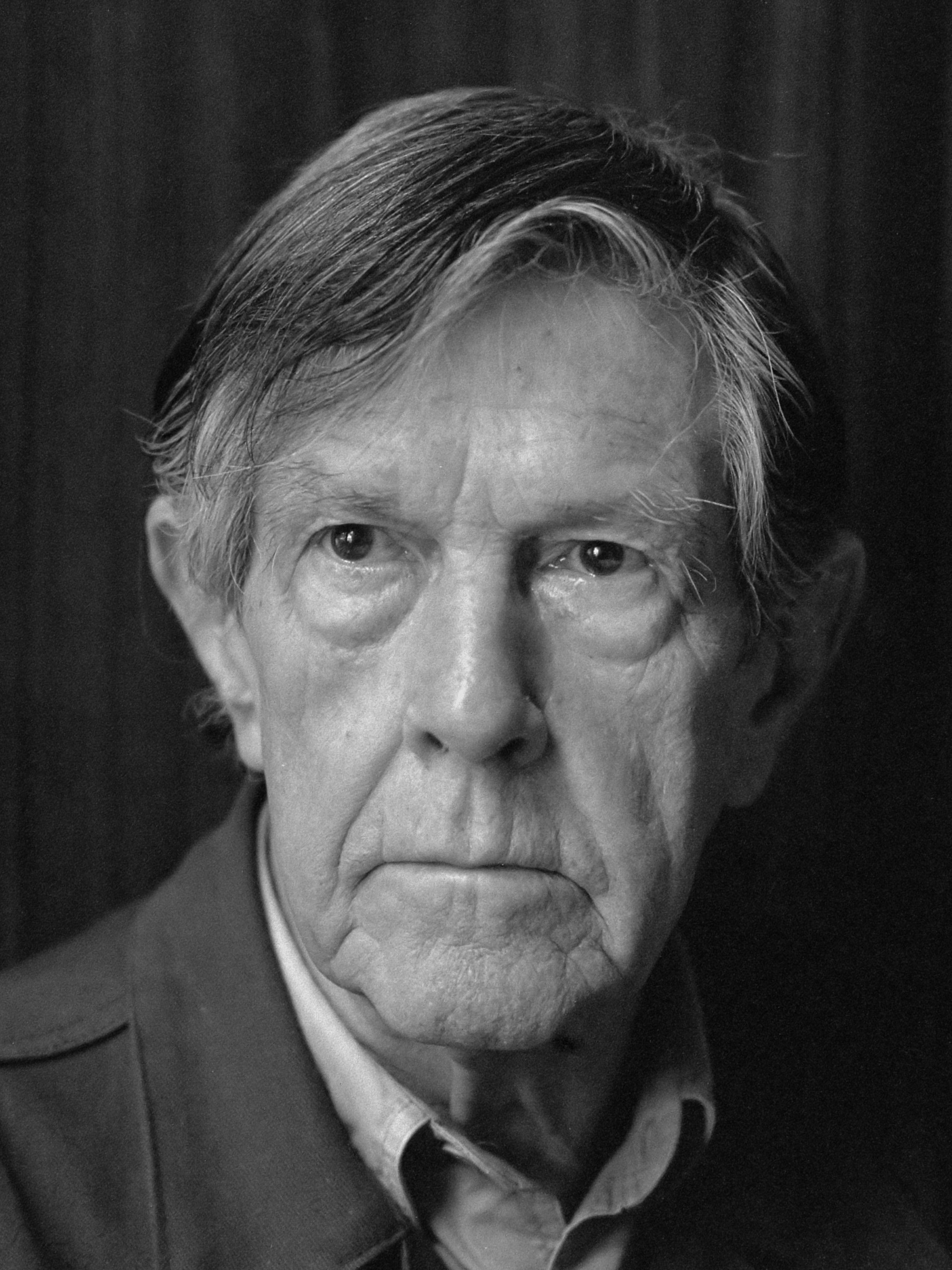
John Cage, compositor de la obra Imaginary Landscape nº. 1

John Cage escribió esta composición mientras vivía en Seattle, para ganar dinero haciendo música para bailarines, junto con Music for an Aquatic Ballet. Habiendo estudiado durante algún tiempo con Arnold Schönberg en el pasado, se acercó más a la organización serial en sus estudios sobre la estructura temporal. En Seattle, tuvo la oportunidad de experimentar con las diferentes posibilidades del piano preparado, lo que le permitió crear nuevas sonoridades de percusión sin tener que usar varios instrumentos e intérpretes. En este momento, Henry Cowell, un pionero en las técnicas avanzadas de vanguardia para el piano (como puntear las cuerdas desde el interior, usar clústers, etc.), fue su mentor. Sin embargo, a pesar de que la percusión estaba bastante establecida en los años 30 (Ionisation, de Varèse, considerada como una obra histórica de ruptura, fue compuesta en 1930), el equipo eléctrico utilizado en la interpretación musical era raro y en gran parte inexplorado.
Cage estaba trabajando en un estudio de radio cuando comenzó a trabajar en esta pieza, que estaba destinada a ser una pieza musical corta como parte del acompañamiento de una interpretación de Les mariés de la tour Eiffel de Jean Cocteau. La pieza nunca fue diseñada para ser llevada a cabo en el sitio, sino para ser grabada o transmitida. Sin embargo, como la mayoría del material de este período, las grabaciones de prueba ahora se consideran perdidas. De esta manera, la primera actuación conocida tuvo lugar en dos salas de estudio diferentes, los sonidos fueron captados por dos micrófonos y mezclados en una cabina de control. A pesar de que en la interpretación contemporánea esto no conlleva ningún desafío tecnológico, tratar de interpretar la pieza en las condiciones en que se diseñó por primera vez resulta impráctico.
Esta pieza se terminó alrededor de principios de la primavera de 1939 y fue interpretada por primera vez por Cage, Xenia Cage, Doris Dennison y Margaret Jansen en la estación de radio de Cornish School en Seattle, el 24 de marzo de 1939. La pieza también se usó más tarde en Horror Dream de Marion Van Tuyl. La obra fue publicada más tarde por Edición Peters. En ocasiones se le considera como la primera pieza de música electroacústica compuesta, dada su inusual naturaleza en ese momento.

## Estructura
Esta pieza consta de un solo movimiento y tiene una duración total de seis minutos. Está escrito para ser interpretada por cuatro intérpretes: dos de ellos controlan dos giradiscos fonográficos de velocidad variable y reproducen grabaciones de frecuencia, un piano silenciado y un platillo. Sin embargo, no está hecha para ser interpretada en un escenario, sino en un estudio de radio, donde se puede grabar o transmitir. Su tempo es constante de ♩= 60.
El intérprete 1 debe tener dos discos, un Victor Frequency Record 84522 B y un Victor Constant Note Record No. 24 84519 B. Estos dos discos consisten en una sola nota que se está reproduciendo, y el ejecutante debe manipular la velocidad a la que se reproduce utilizando un embrague para cambiar la nota. La velocidad oscila entre 33⅓ RPM y 78 RPM. Inicialmente, los ritmos se planearon para tocar al subir y bajar la aguja, lo que causó sonidos no deseados. El intérprete 2 estaba destinado a tener un solo disco, un Victor Frequency Record 84522 A, oscilando entre 33⅓ RPM y 78 RPM. El intérprete 3 estaba destinado a ser un percusionista que toque el gran platillo chino. Finalmente, el intérprete 4 tocaría el piano de dos maneras: barriendo las cuerdas del bajo con su mano con los ritmos de gong indicados en la partitura y silenciando algunas cuerdas con la palma de la mano.

## Grabaciones
La que sigue es una lista de algunas grabaciones de Imaginary Landscape No. 1:
- El Maelström Percussion Ensemble. La grabación se llevó a cabo entre el 28 de mayo y 1 de junio de 1955, y fue publicada por Hat Hut.[10]
- El Helios Quartet grabó la pieza en 2001. La grabación fue publicada en enero de 2002 porWergo Records.[11]
- El Ensemble Musica Negativa la interpretó en 2008, y la grabación fue publicada por EMI Classics en 2008.[12]
- La agrupación italiana Ensemble Prometeo grabó la pieza en 2009. La grabación fue publicada en 2012 por Stradivarius.[13]
- El Amadinda Percussion Group grabó la obra en 2011. La grabación se publicó en abril de 2011, porHungaroton.[14]
- El Percussion Group Cincinnati también interpretó y grabó la pieza en 2011. Fue publicada por Mode Records en CD y DVD.[15]